# The Edge of Seventeen
The Edge of Seventeen är en amerikansk dramakomedi från 2016, skriven och regisserad av Kelly Fremon Craig. I huvudrollerna ses Hailee Steinfeld, Woody Harrelson, Kyra Sedgwick och Haley Lu Richardson.